# Шейно (городской округ Истра)
Шейно — деревня в Онуфриевском сельском поселении Истринского района Московской области. Население — 2 чел. (2010), зарегистрировано 1 садовое товарищество.
Находится в 33 км юго-западнее Истры у истока реки Негуч (притока Малой Истры), высота над уровнем моря 223 м. Ближайшие населённые пункты — Бочкино и Ремянники — в 1 км северо-восточнее и севернее.
Впервые упоминается в 1558—1560 годах, как принадлежавшая некоему Бурцу Болотникову вотчина.

## Население
| 2002 | 2006 | 2010 |
| ---- | ---- | ---- |
| 0    | →0   | ↗2   |